# Ключёвка (Алнашский район)
Ключёвка — деревня в Алнашском районе Удмуртии, входит в Азаматовское сельское поселение. Находится в 12 км к востоку от села Алнаши и в 78 км к юго-западу от Ижевска.
Население на 1 января 2008 года — 2 человека. В связи с общей убылью населения, при условии достижения нулевой численности населения до 2025 года, планируется упразднение населённого пункта.
С 1909 по 2004 деревня Ключёвка имела статус села.

## История
В 1902 году в деревню Ключёвка Елабужского уезда Вятской губернии из села Голюшурма перевезена деревянная церковь, которую приписали к Варзи-Ятчинскому приходу, 9 марта 1903 года церковь освящена во имя Вознесения Господня. В 1909 году при Вознесенской церкви открыт самостоятельный приход.
В 1921 году, в связи с образованием Вотской автономной области, село передано в состав Можгинского уезда. В 1924 году при укрупнении сельсоветов Ключёвка вошла в состав Азаматовского сельсовета Алнашской волости. В 1929 году упраздняется уездно-волостное административное деление и село причислено к Алнашскому району, в том же году в СССР начинается сплошная коллективизация.
10 августа 1931 года в селе организована сельскохозяйственная артель (колхоз) «Решительный». Согласно уставу: «…В члены артели могли вступить все трудящиеся, достигшие 16-летнего возраста (за исключением кулаков и граждан, лишенных избирательных прав)…». В 1932 году в колхозе состояло 35 хозяйств с общим количеством населения 184 человека, в том числе трудоспособных 112 человек. В 1931 году у колхоза находилось 415,4 гектаров земли, 2 мельницы. В 1934 году колхоз имел молочно-товарную ферму, с 1935 года колхоз обслуживался Алнашским МТС. 30 декабря 1935 года на общем собрании колхозников было принято решение о переименовании колхоза «Решительный» в колхоз «имени Акопяна».
В 1939 году закрыта сельская церковь, её здание передано под клуб.
Постановлением Госсовета УР от 26 октября 2004 года село Ключевка Азаматовского сельсовета было преобразовано в деревню Ключевка. 16 ноября 2004 года Азаматовский сельсовет был преобразован в муниципальное образование «Азаматовское» и наделён статусом сельского поселения.